# Isola delle Lacrime
L'Isola delle Lacrime (in bielorusso Востраў слёз?, Bostraŭ slëz), conosciuta anche come Isola del Coraggio e del Dolore (in bielorusso Востраў Мужнасці і Смутку?, Vostraŭ Mužnasci i Smutku), è una piccola isola artificiale sul fiume Svislač a Minsk con la funzione di memoriale dedicato ai soldati bielorussi morti durante la guerra in Afghanistan del 1979-1989.

## Storia
Circa 30.000 soldati bielorussi hanno preso parte alla guerra in Afghanistan del 1979-1989 e di essi 789 sono morti e oltre 700 altri hanno subito mutilazioni permanenti. L'idea di un memoriale dedicato alle vittime di tale guerra situato su un'isola al centro della città di Minsk nacque nel 1988, quando il conflitto non era ancora terminato. Inizialmente venne posto in corrispondenza dell'accesso all'isola un masso con una raffigurazione della Madre di Dio e il memoriale venne ufficialmente inaugurato il 3 agosto 1996. Inizialmente pensato come memoriale della guerra in Afghanistan, è in seguito divenuto un monumento per ricordare gli uomini e le donne bielorussi caduti in tutti i conflitti.

## Descrizione
Il memoriale si trova su un'isola artificiale sul fiume Svislač al centro di Minsk, nei pressi del Sobborgo della Trinità (in bielorusso Траецкае прадмесце?). L'isola è collegata alla terraferma tramite un ponte pedonale ad arco in calcestruzzo conosciuto come ponte Gorbaty.
In corrispondenza dell'accesso all'isola si trova un grande masso a forma di edicola che ospita un'immagine in bronzo della Madre di Dio, sotto la quale si trova un'iscrizione in bielorusso che ricorda come il memoriale sia stato eretto per commemorare i figli morti durante la guerra in Afghanistan dietro richiesta delle madri bielorusse, che non vogliono che il male possa dominare la propria terra né qualunque altra terra.
L'edificio principale del memoriale è una cappella la cui forma è ispirata all'aspetto che doveva avere il tempio di Eufrosina di Polack nella città natale della santa nel XII secolo, con una struttura a pianta doppiamente simmetrica di forma alta e snella sormontata da una piccola cupola con in cima una croce. L'interno della cappella, a cui si può accedere tramite quattro ingressi simmetrici tra loro, è decorato con scene bibliche. Vi si trovano inoltre quattro altari nei pressi dei quali sono incisi i nomi di 771 soldati morti durante la guerra afgana. All'esterno della cappella, addossate a quattro grandi pilastri, si trovano una serie di figure femminili che rappresentano le madri in lutto per la perdita dei propri figli.
Sull'isola si trovano anche la statua di un angelo piangente, in lacrime per non essere riuscito a portare a termine il suo compito di proteggere i soldati partiti per la guerra, e una serie di massi su cui sono incisi i nomi delle province afgane dove ha avuto luogo il conflitto.

## Nella cultura di massa
Il 15 febbraio, nell'anniversario della ritirata delle truppe sovietiche dall'Afghanistan, i veterani della guerra e le loro famiglie si ritrovano sull'isola per una cerimonia di commemorazione. L'Isola delle Lacrime è inoltre diventato uno dei luoghi di Minsk più visitati dai turisti e le coppie appena sposate sono solite portare dei fiori sull'isola e appendere come simbolo del proprio amore un lucchetto alla ringhiera del ponte Gorbaty, gettando la chiave nel fiume sottostante. Il 30 aprile 2018 Belposhta, l'operatore postale nazionale della Bielorussia, ha emesso un francobollo con l'immagine del ponte dell'Isola delle Lacrime per l'annuale emissione della serie Europa.